# Valutazione dell'esposizione
La valutazione dell'esposizione è una branca delle scienze ambientali (o della chimica ambientale) che si concentra sui processi che si verificano nell'interfaccia tra un ambiente che contiene determinati elementi inquinanti volta per volta presi in considerazione, e gli organismi che vivono in quell'ambiente.
Questi processi sono da considerare come l'ultima fase di un percorso che comprende il rilascio dell'inquinante e i suoi effetti su uno o più sistemi biologici. La valutazione dell'esposizione cerca di misurare la quantità dell'inquinante che può venire assorbita da un particolare organismo bersaglio, in quale forma, a che tasso e quanto della sostanza assorbita è effettivamente suscettibile di produrre effetti biologici. Anche se il concetto generale di valutazione dell'esposizione si applica a tutti gli organismi viventi, la maggior parte delle applicazioni sono connesse con la tutela della salute pubblica.

## Definizioni: valutazione dell'esposizione e analisi dell'esposizione
La valutazione dell'esposizione è il processo di stima o misurazione della grandezza, frequenza e durata dell'esposizione a un agente inquinante, unitamente al numero e alle caratteristiche della popolazione oggetto dell'esposizione. Idealmente essa dovrebbe descrivere le sorgenti, le vie, i percorsi dell'esposizione oltre che l'incertezza connessa con la valutazione.
L'analisi dell'esposizione è la scienza che descrive come un individuo o una popolazione viene in contatto con un inquinante, includendo la quantificazione della quantità del contatto nello spazio e nel tempo. Valutazione dell'esposizione e analisi dell'esposizione sono spesso usati come sinonimi in molti contesti.

## Principali campi di utilizzo
Le misure quantitative dell'esposizione sono usate:
- nella attività di valutazione del rischio assieme ai dati forniti dalla tossicologia per quantificare il rischio correlato al rilascio di sostanze nell'ambiente;
- per stabilire standard di protezione;
- in epidemiologia per distinguere tra il campione esposto e il gruppo di controllo;
- nell'ambito della sicurezza sul lavoro per proteggere i lavoratori da certi rischi connessi con l'ambiente di lavoro.

## Definizione diesposizione
In questo contesto esposizione è definito come il contatto tra un agente inquinante e un bersaglio. Il contatto avviene su una superficie per un periodo di esposizione. In termini matematici l'esposizione è definita come
{\displaystyle \int _{t_{1}}^{t_{2}}C(t)\,dt}
dove E è l'esposizione, C(t) è la concentrazione che varia nel tempo intercorrente tra l'inizio e la fine dell'esposizione. Questa quantità è correlata alla dose potenziale di inquinante moltiplicando lo stesso per il tasso rilevante di contatto, come ad esempio la frequenza del respiro, la quantità media di cibo ingerita ecc. Il tasso di contatto può essere a sua volta in funzione del tempo.

### Vie di esposizione
Il contatto tra un inquinante e un organismo biologico può avvenire per molte vie. Le possibili vie di esposizione sono:
- inalazione se l'inquinante è presente nell'aria;
- ingestione attraverso il cibo, le bevande, o il contatto delle mani con la bocca;
- assorbimento dermatologico se l'inquinante può essere assorbito attraverso la pelle.

L'esposizione ad un inquinante può e di fatto avviene attraverso molteplici vie, simultaneamente o in tempi differenti. In molti casi la principale via di esposizione non è ovvia e deve essere ricercata con attenzione. Per esempio l'esposizione ai prodotti contenenti acqua clorinata può avvenire con l'ingestione ma anche nuotando e lavandosi o addirittura inalando gocce in sospensione durante la doccia. La proporzione relativa di esposizione delle diverse vie non può essere determinata a priori.

## Misurazione dell'esposizione
La quantificazione dell'esposizione di particolari individui o popolazioni viene effettuata con due approcci, scelti in base a considerazioni eminentemente pratiche:
- Approccio diretto:
  - punto di contatto - misura continua dell'inquinante che raggiunge il bersaglio attraverso tutte le vie;
  - biomarcatori - misura dell'inquinante o di altre variabili ad esso correlate all'interno dell'organismo bersaglio;
- Approccio indiretto - misura dell'inquinante in tutti gli elementi incontrati dal bersaglio durante tutte le attività moltiplicati per il tempo passato nei locali o per il tasso di contatto con ogni elemento.

In generale, i metodi diretti sono più accurati ma più costosi in termini di risorse e ricerche sul soggetto che viene sottoposto alla misurazione e possono non essere sempre praticabili, specialmente per uno studio sull'esposizione di una intera popolazione.
Esempi di metodi diretti includono la raccolta di campioni di aria attraverso una pompa portatile, la raccolta di campioni di cibo accompagnata con informazioni sulle attività e i luoghi frequentati.

### Fattori di esposizione
Al contrario di quanto avviene quando si deve determinare l'esposizione di un individui, quando si determina l'esposizione di una popolazione i metodi indiretti utilizzano molto spesso le statistiche rilevanti sulle attività che possono condurre ad un'esposizione.
Queste statistiche sono chiamate fattori di esposizione. Esse sono generalmente tratte dalla letteratura scientifica o da statistiche di pubbliche amministrazioni governative. Per esempio possono riportare informazioni come la quantità di differente cibo mangiato da una specifica popolazione divisa per ubicazione, età, tasso di natalità e così via. Queste informazioni possono venire combinate con la concentrazione degli inquinanti presa da studi ad hoc o da reti di monitoraggio, per produrre stime di esposizione nella popolazione oggetto dell'analisi. Queste stime sono utili soprattutto per stabilire gli standard di protezione.